# UCI Asia Tour
O UCI Asia Tour é uma das competições de ciclismo de estrada masculino na que está dividida os Circuitos Continentais da UCI. Como indica o seu nome, faz referência às competições ciclistas profissionais realizadas na Ásia que estão dentro destes Circuitos Continentais bem como às equipas ciclistas UCI ProTeam (segunda categoria) e Continentais (terceira categoria) registados em dito continente.
A qualidade e complexidade das competições é o que determina a categoria da mesma e a quantidade de pontos outorgados aos ganhadores. As categorias da UCI por nível que se disputam neste "Tour" são:
- Provas de etapas: 2.1 e 2.2
- Provas de um dia: 1.1 e 1.2
- Campeonatos Continentais: CC

Mais os campeonatos nacionais que também são pontuáveis ainda que não estejam no calendário.

## Palmarés

### Individual
| Palmarés Individual UCI Asia Tour | Palmarés Individual UCI Asia Tour           | Palmarés Individual UCI Asia Tour             | Palmarés Individual UCI Asia Tour                                | Palmarés Individual UCI Asia Tour |
| Edição                            | Ganhador individual (equipa do ganhador)    | Segundo (equipa do segundo)                   | Terceiro (equipa do terceiro)                                    |                                   |
| --------------------------------- | ------------------------------------------- | --------------------------------------------- | ---------------------------------------------------------------- | --------------------------------- |
| 2005                              | Andrey Mizourov ( CAPEC)                    | Ryan Cox ( Barloworld-Valsir)                 | Martin Mares ( Ed' System-ZVVZ)                                  |                                   |
| 2005-2006                         | Ghader Mizbani ( Giant Asia Racing)         | Hossein Askari ( Giant Asia Racing)           | Ahad Kazemi (sem equipa profissional)                            |                                   |
| 2006-2007                         | Hossein Askari ( Giant Asia Racing)         | Ghader Mizbani ( Giant Asia Racing)           | Takashi Miyazawa ( Nippo Corporation-Meitan Hompo Co. Ltd-Asada) |                                   |
| 2007-2008                         | Hossein Askari ( Tabriz Petrochemical)      | Ghader Mizbani ( Tabriz Petrochemical)        | Hossein Nateghi ( Tabriz Petrochemical)                          |                                   |
| 2008-2009                         | Ghader Mizbani ( Tabriz Petrochemical)      | Andrey Mizourov ( Tabriz Petrochemical)       | Boris Shpilevsky (sem equipa profissional)                       |                                   |
| 2009-2010                         | Mahdi Sohrabi ( Tabriz Petrochemical)       | Hossein Askari ( Tabriz Petrochemical)        | Ghader Mizbani ( Tabriz Petrochemical)                           |                                   |
| 2010-2011                         | Mahdi Sohrabi ( Tabriz Petrochemical)       | Muradjan Halmuratov ( Giant Kenda)            | Amir Zargari ( Tabriz Petrochemical)                             |                                   |
| 2011-2012                         | Hossein Alizadeh ( Tabriz Petrochemical)    | Stefan Schumacher ( Christina Watches-Onfone) | Andrea Guardini ( Farnese Vini-Selle Italia)                     |                                   |
| 2012-2013                         | Julián Arredondo ( Nippo-De Rosa)           | Alois Kaňkovský ( ASC Dukla Praha)            | Ghader Mizbani ( Tabriz Petrochemical)                           |                                   |
| 2013-2014                         | Mirsamad Pourseyedi ( Tabriz Petrochemical) | Boris Shpilevsky ( RTS-Santic)                | Alois Kankovsky ( Dukla Praha)                                   |                                   |
| 2015                              | Mirsamad Pourseyedi ( Tabriz Petrochemical) | Jakub Mareczko ( Southeast)                   | Andrea Palini ( Sky Dive Dubai)                                  |                                   |
| 2016                              | Mark Cavendish ( Dimension Data)            | Peter Sagan ( Tinkoff)                        | Giacomo Nizzolo ( Trek-Segafredo)                                |                                   |
| 2017                              | Mauricio Ortega ( RTS-Monton Racing)        | Alexey Lutsenko ( Astana)                     | Jakub Mareczko ( Wilier Triestina-Selle Italia)                  |                                   |
| 2018                              | Alexey Lutsenko ( Astana)                   | Benjamin Dyball ( St George Continental)      | Artem Ovechkin ( Terengganu)                                     |                                   |
| 2019                              | Alexey Lutsenko ( Astana)                   | Xianjing Lyu ( Hengxiang)                     | Yevgeniy Gidich ( Astana)                                        |                                   |
| 2020                              |                                             |                                               |                                                                  |                                   |

### Equipas
| Palmarés Equipas UCI Asia Tour | Palmarés Equipas UCI Asia Tour | Palmarés Equipas UCI Asia Tour               | Palmarés Equipas UCI Asia Tour            | Palmarés Equipas UCI Asia Tour |
| Edição                         | Ganhador                       | Segundo                                      | Terceiro                                  |                                |
| ------------------------------ | ------------------------------ | -------------------------------------------- | ----------------------------------------- | ------------------------------ |
| 2005                           | Giant Asia Racing              | Capec                                        | Barloworld-Valsir                         |                                |
| 2005-2006                      | Giant Asia Racing              | Skil-Shimano                                 | Relax-GAM                                 |                                |
| 2006-2007                      | Giant Asia Racing              | Nippo Corporation-Meitan Hompo co. Ltd-Asada | Serramenti PVC Diquigiovanni-Selle Italia |                                |
| 2007-2008                      | Tabriz Petrochemical           | Meitan Hompo-GDR                             | Skil-Shimano                              |                                |
| 2008-2009                      | Tabriz Petrochemical           | Azad University Iran                         | Giant Asia Racing                         |                                |
| 2009-2010                      | Tabriz Petrochemical           | Doha                                         | Ahad University Iran                      |                                |
| 2010-2011                      | Tabriz Petrochemical           | Ahad University                              | Giant Kenda                               |                                |
| 2011-2012                      | Terengganu                     | Tabriz Petrochemical                         | Christina Watches-Onfone                  |                                |
| 2012-2013                      | Tabriz Petrochemical           | Nippo-De Rosa                                | ASC Dukla Praha                           |                                |
| 2013-2014                      | Tabriz Petrochemical           | Dukla Praha                                  | A Pomme Marseille 13                      |                                |
| 2020                           |                                |                                              |                                           |                                |

### Países
| Palmarés Países UCI Asia Tour | Palmarés Países UCI Asia Tour | Palmarés Países UCI Asia Tour | Palmarés Países UCI Asia Tour | Palmarés Países UCI Asia Tour |
| Edição                        | Ganhador                      | Segundo                       | Terceiro                      |                               |
| ----------------------------- | ----------------------------- | ----------------------------- | ----------------------------- | ----------------------------- |
| 2005                          | Cazaquistão · (não entregado) | Irão (não entregado)          | Japão · (não entregado)       |                               |
| 2005-2006                     | Irão (não entregado)          | Japão · (não entregado)       | Cazaquistão · (não entregado) |                               |
| 2006-2007                     | Irão ( Coreia do Sul)         | Japão · ( Irão)               | Cazaquistão · ( Malásia)      |                               |
| 2007-2008                     | Japão · ( Irão)               | Irão · ( Malásia)             | Uzbequistão · ( Uzbequistão)  |                               |
| 2008-2009                     | Cazaquistão · ( Irão)         | Irão · ( Cazaquistão)         | Japão · ( Malásia)            |                               |
| 2009-2010                     | Irão ( Irão)                  | Japão · ( Cazaquistão)        | Cazaquistão · ( Hong Kong)    |                               |
| 2010-2011                     | Irão · ( Malásia)             | Japão · ( Coreia do Sul)      | Uzbequistão · ( Cazaquistão)  |                               |
| 2011-2012                     | Cazaquistão · ( Cazaquistão)  | Japão · ( Malásia)            | Malásia · ( Japão)            |                               |
| 2012-2013                     | Irão · ( Hong Kong)           | Cazaquistão · ( Cazaquistão)  | Japão · ( Irão)               |                               |
| 2013-2014                     | Irão · ( Cazaquistão)         | Cazaquistão · ( Irão)         | Japão · ( Malásia)            |                               |
| 2020                          |                               |                               |                               |                               |

## Carreiras
Ver Corridas do UCI Asia Tour
Ver Ex corridas do UCI Asia Tour
| Carreira                                                              | País                   | Categoria UCI |
| --------------------------------------------------------------------- | ---------------------- | ------------- |
| Kumamoto International Road Race                                      | Japão                  | 1.2           |
| Tour de Hainan                                                        | China                  | 2.2/2.1/2.hc  |
| Tour de Seul                                                          | Coreia do Sul          | 1.2/2.2       |
| Tour de Taihu/Tour do Lago Taihu                                      | China                  | 1.2/2.2/2.1   |
| Japan Cup Cycle Road Race                                             | Japão                  | 1.1/1.hc      |
| Tour da Indonésia                                                     | Indonésia              | 2.2           |
| Tour de Okinawa                                                       | Japão                  | 2.2           |
| Tour do Mar da China Meridional                                       | Hong Kong              | 2.2/1.2       |
| Tour de Siam                                                          | Tailândia              | 2.2           |
| Tour de Langkawi                                                      | Malásia                | 2.hc          |
| UAQ International Race                                                | Emirados Árabes Unidos | 2.2           |
| Taftan Tour                                                           | Irão                   | 2.2           |
| Tour de Catar                                                         | Catar                  | 2.1/2.hc      |
| Tour da Índia I                                                       | Índia                  | 1.2           |
| Nashik Cyclothon-Tour de Mumbai I/Tour da Índia II                    | Índia                  | 1.1           |
| Mumbai Cyclothon/Mumbai Cyclothon-Tour de Mumbai II/Tour da Índia III | Índia                  | 1.2/1.1       |
| Tour de Omã                                                           | Omã                    | 2.1/2.hc      |
| Campeonatos Continentais da Ásia                                      | Vários                 | CC            |
| Tour do Paquistão                                                     | Paquistão              | 2.2           |
| Kerman Tour                                                           | Irão                   | 2.2           |
| Tour de Taiwan                                                        | Taiwan                 | 2.2/2.1       |
| Tour da Tailândia                                                     | Tailândia              | 2.2           |
| Doha G. P.                                                            | Catar                  | 1.1/1.2       |
| International Grand Prix (4 carreiras independentes)                  | Catar                  | 1.2           |
| Test event Road Cycling Beijing de 2008                               | China                  | 2.2           |
| Cycling Golden Jersy                                                  | Catar                  | 2.2           |
| Tour das Filipinas                                                    | Filipinas              | 2.2           |
| Tour de Vietname                                                      | Vietname               | 2.2           |
| Tour de Fuzhou                                                        | China                  | 2.2           |
| Tour de Ijen                                                          | Indonésia              | 2.2           |

| Carreira                                                                                                 | País                   | Categoria UCI |
| --- | ---------------------- | ------------- |
| Vice President Cup                                                                                       | Emirados Árabes Unidos | 1.2           |
| Emirates Cup                                                                                             | Emirados Árabes Unidos | 1.2           |
| Tour da Ilha de Chongming                                                                                | China                  | 2.2           |
| Tour de Hong Kong Shanghai                                                                               | Hong Kong              | 2.2           |
| Melaka Chief Minister Cup/His Excellency Gabenor of Malacca Cup/Melaka Governor Cup                      | Malásia                | 2.2/1.2       |
| Tour da Coreia/Tour da Coreia-Japão/Tour da Coreia                                                       | Coreia do Sul          | 2.2           |
| Tour de Borneo                                                                                           | Malásia                | 2.2           |
| Jelajah Malaysia                                                                                         | Malásia                | 2.2           |
| Tour do Azerbaïjan/International Azerbaïjan Tour                                                         | Irão                   | 2.2           |
| Volta ao Japão                                                                                           | Japão                  | 2.2/2.1       |
| President Tour of Iran/Tour of President/International Presidency Tour/Tour de Persian Gulf/Tour do Irão | Irão                   | 2.2           |
| Tour de Kumano                                                                                           | Japão                  | 2.2           |
| Tour de Singkarak                                                                                        | Indonésia              | 2.2           |
| Golan I                                                                                                  | Síria                  | 1.2           |
| Golan II                                                                                                 | Síria                  | 1.2           |
| Golan III                                                                                                | Síria                  | 1.2           |
| Polygon Tour de Jakarta                                                                                  | Indonésia              | 1.2           |
| Volta ao Lago Qinghai                                                                                    | China                  | 2.hc          |
| Way to Pekin                                                                                             | Rússia                 | 2.2           |
| Tour de Delhi                                                                                            | Índia                  | 2.2           |
| Jelajah Negeri Sembilan                                                                                  | Malásia                | 2.2           |
| Tour de Milad du Nour                                                                                    | Irão                   | 2.2           |
| Tour da China/ Tour da China I e II                                                                      | China                  | 2.2/2.1       |
| Tour de Hokkaido                                                                                         | Japão                  | 2.2           |
| Tour do Leste de Java                                                                                    | Indonésia              | 2.2           |
| Butra Heidelberg Cement Tour de Brunei/Brunei Butra Heidelberg Cement Tour                               | Brunei                 | 2.2           |
| Al Khor GP                                                                                               | Catar                  | 1.2           |
| Losail GP                                                                                                | Catar                  | 1.2           |
| Messaeed GP                                                                                              | Catar                  | 1.2           |

- Em rosa carreiras que não se encontram nos UCI Asia Tour na temporada de 2012-2013.

## Equipas
A equipa mais destacada é o iraniano Tabriz Petrochemical Team (com 5 títulos por equipas; e 4 com o ganhador individual, 2 deles juntando os 3 primeiros postos do UCI Asia Tour em alguma das suas edições). Também tem tido certa importância o taiwanês Giant Asia Racing Team (com 2 títulos por equipas; e 2 com o ganhador e o segundo na classificação individual do UCI Asia Tour em alguma de suas edições). Todos eles em categoria Continental.
Só duas equipas têm conseguido estar uma categoria superior, Profissional Continental, a equipa indonésio Wismilak International Team (que só esteve em activo em 2006 e não conseguiu resultados destacados) e a chinêsa Champion System Pro Cycling Team (ascendido a dita categoria superior em 2012, mas só activo até finais de 2013).
Para a lista completa de equipas do UCI Asia Tour veja-se: Asia Tour